# Molophilus persimilis
Molophilus persimilis là một loài ruồi trong họ Limoniidae. Chúng phân bố ở miền Australasia.